# Parkovací dráha
Parkovací dráha je oběžná dráha kosmické sondy nebo kosmické lodi kolem Země (případně kolem Měsíce a dalších těles), tvořící určitý pasivní úsek celkového plánovaného letu na vyčkání vhodného okamžiku zážehu z hlediska konstelace kosmických těles, resp. dráhových charakteristik.
Využívá se pro kontrolu práce přístrojů a zařízení kosmické lodi a vyčkání na lepší pozici pro start od Země. Poprvé byla použita při startu kosmické sondy Veněra 1 dne 12. února 1961. Sonda startovala na oběžnou dráhu kolem Země a až z této parkovací dráhy se uskutečnil její start k Venuši.